# Беседино (Оренбургская область)
Бесе́дино — село в  Пономарёвском районе Оренбургской области, входит в состав Фадеевского сельсовета.

## География
Село находится на расстоянии примерно 17 км (по прямой) к юго-западу от села Пономарёвка, административного центра района.

### Часовой пояс
Село Беседино, как и вся Оренбургская область, находится в часовой зоне МСК+2. Смещение применяемого времени относительно UTC составляет +5:00.

## История
Село основано государственными крестьянами-переселенцами из Тульской губернии в XVIII веке. Первые поселенцы – семья Бесединых, которая поселилась на левом берегу реки Большая Кинель. Позже на правом берегу поселились переселенцы с Курской губернии. В селе действовала деревянная церковь Казанской Божьей Матери. 

## Население
| 2010 |
| ---- |
| 121  |

### Национальный состав
Согласно результатам переписи 2002 года, в национальной структуре населения русские составляли 86 % из 183 чел.

## Известные уроженцы
- Ребров, Николай Андреевич (род. 1937) — советский работник авиационной промышленности, Герой Социалистического Труда.